# Robert Pache
Pour les articles homonymes, voir Pache.
Robert Pache (26 septembre 1897 - 31 décembre 1974) est un footballeur suisse du début du XXe siècle. Il est originaire de Morges dans le canton de Vaud et évolue au poste d'attaquant.

## Carrière
Il joue dans le club du Cercle athlétique de Paris, avec lequel il remporte la Coupe de France 1919-1920. Ses coéquipiers sont alors entre autres les internationaux français Henri Bard, Marcel Vanco, Maurice Bigué, André Allègre, André Poullain, Ernest Gravier et Louis Mesnier, ainsi que l'international suisse Ivan Dreyfus.
En juin 1924, il remporte la médaille d'argent aux Jeux olympiques d'été de Paris avec la sélection suisse. En huitièmes de finale, c'est lui qui marque le but de la victoire face à l'équipe de Tchécoslovaquie.
Pendant la saison 1936-1937, Robert Pache est entraîneur du Servette de Genève. Puis à la fin des années 1930, il retourne à Morges pour devenir entraîneur du club local, le FC Forward Morges.